# Desmostachya bipinnata
Desmostachya bipinnata är en gräsart som först beskrevs av Carl von Linné, och fick sitt nu gällande namn av Otto Stapf. Desmostachya bipinnata ingår i släktet Desmostachya och familjen gräs. Inga underarter finns listade i Catalogue of Life.

## Bildgalleri

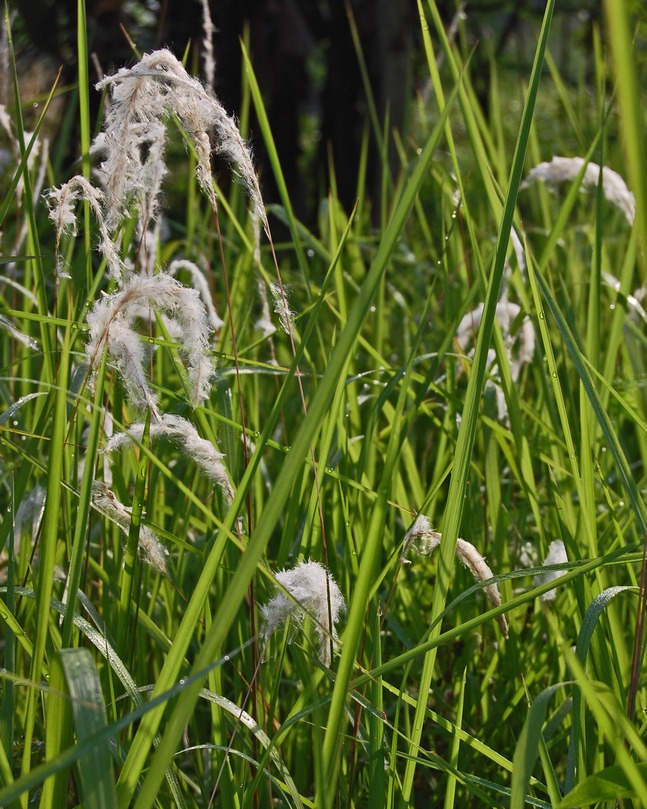